# 拉图尔德法兰西
拉图尔德法兰西（法語：Latour-de-France，法語發音：[latuʁ də fʁɑ̃s] ⓘ），又称法兰西拉图尔，是法国东比利牛斯省的一个市镇，位于该省北部偏东，属于佩皮尼昂区。

## 地理
拉图尔德法兰西（42°46'7"N, 2°39'11"E）面积13.94 平方千米，位于法国奧克西塔尼大區东比利牛斯省，该省份为法国大陆部分最南部的省份，涵盖了北加泰罗尼亚，北起奥德省，西接阿列日省和安道尔，南与西班牙接壤，东临地中海。
与拉图尔德法兰西接壤的市镇（或旧市镇、城区）包括：莫里、埃斯塔热勒、蒙内、卡萨涅、普拉内兹。
拉图尔德法兰西的时区为UTC+01:00、UTC+02:00（夏令时）。

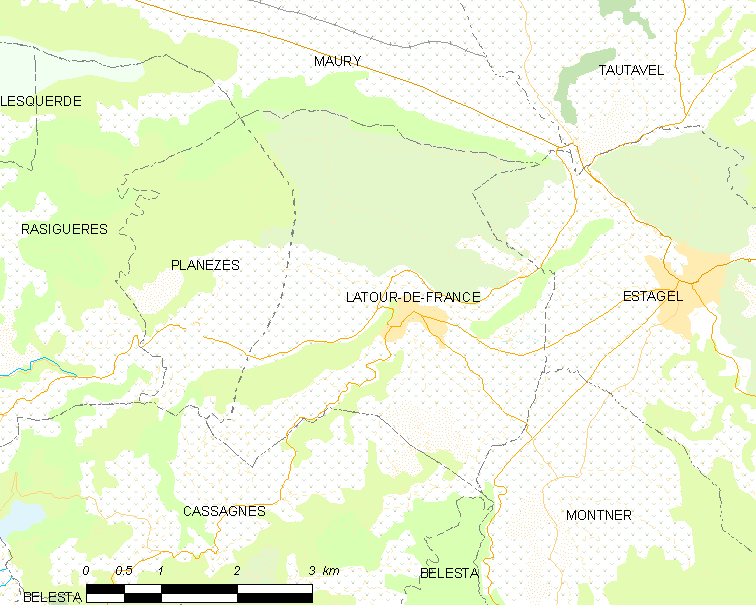
拉图尔德法兰西的OSM定位图

## 行政
拉图尔德法兰西的邮政编码为66720，INSEE市镇编码为66096。

## 政治
拉图尔德法兰西所属的省级选区为阿格利河谷县。

## 人口

1962-2008年间拉图尔德法兰西人口变化图示

拉图尔德法兰西于2022年1月1日时的人口数量为1044人。